# Catherine Jacques

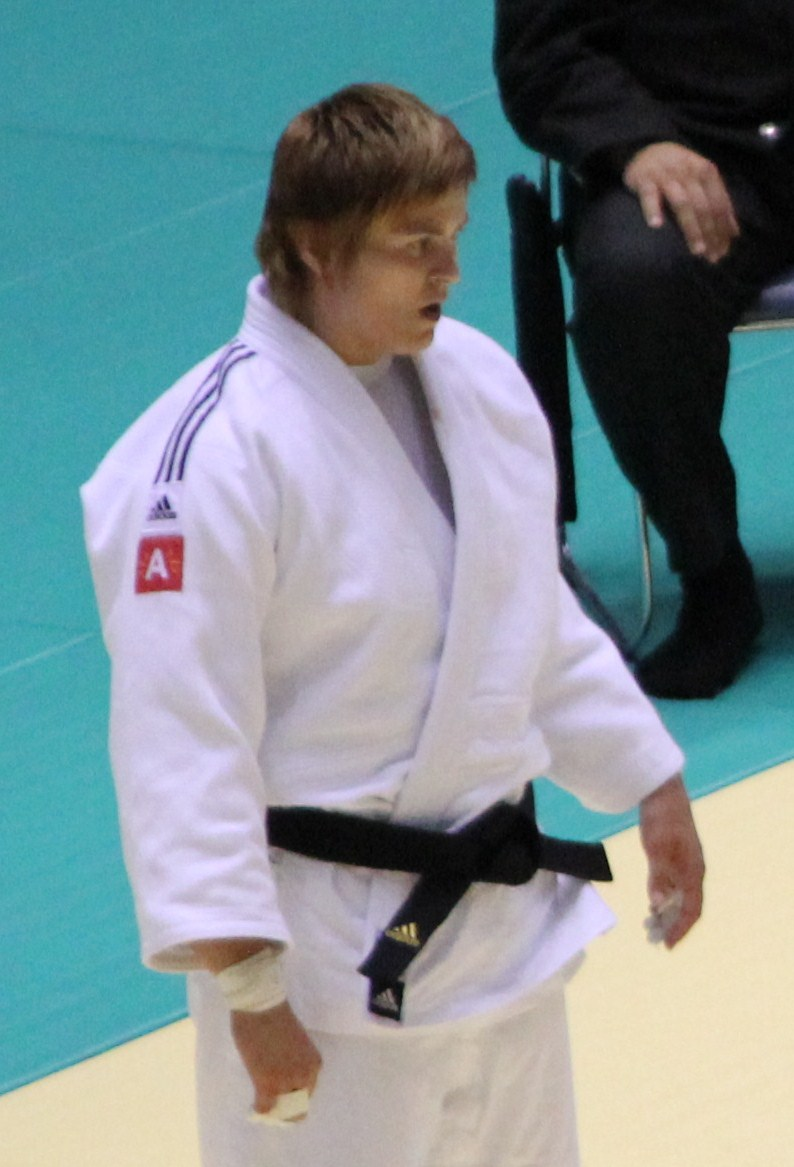
Catherine Jacques bei der WM 2010

Catherine Jacques (* 28. September 1979 in Merksem, Antwerpen) ist eine ehemalige belgische Judoka. Sie war Weltmeisterschaftsdritte 2005 und viermal Europameisterschaftsdritte.

## Sportliche Karriere
Die 1,77 m große Catherine Jacques war 1996 Dritte bei den U19-Weltmeisterschaften im Halbschwergewicht. 1997 gewann sie eine Bronzemedaille im Mittelgewicht bei den Junioreneuropameisterschaften. 1998 gewann sie im Mittelgewicht Silber bei den Juniorenweltmeisterschaften und bei den Junioreneuropameisterschaften.
1999, 2003, 2005, 2006 und 2007 war sie Belgische Meisterin im Mittelgewicht, der Gewichtsklasse bis 70 Kilogramm. 2000, 2008, 2009 und 2010 siegte sie im Halbschwergewicht, der Gewichtsklasse bis 78 Kilogramm. 2001 gewann sie im Mittelgewicht die Silbermedaille bei der Universiade in Peking. 2002 belegte sie nach zwei Siegen und zwei Niederlagen den fünften Platz bei den Europameisterschaften. 2003 unterlag sie lediglich der Österreicherin Silvia Schlagnitweit und gewann eine Bronzemedaille bei den Europameisterschaften in Düsseldorf. Bei den Olympischen Spielen 2004 in Athen unterlag sie im Viertelfinale gegen die Japanerin Masae Ueno. Nach zwei Siegen in der Hoffnungsrunde unterlag sie der Deutschen Annett Böhm im Kampf um Bronze. Bei den Europameisterschaften 2005 unterlag sie im Halbfinale der Italienerin Ylenia Scapin und gewann durch einen Sieg über die Slowenin Raša Sraka Bronze. Dreieinhalb Monate später bei den Weltmeisterschaften in Kairo unterlag sie im Viertelfinale der Französin Gévrise Émane, mit drei Siegen in der Hoffnungsrunde erkämpfte sie ihre zweite Bronzemedaille des Jahres. 2006 gewann sie bei den Europameisterschaften in Tampere erneut Bronze. Nach einer Halbfinalniederlage gegen die Deutsche Heide Wollert bezwang sie die Spanierin Cecilia Blanco im Kampf um eine Medaille. 2007 belegte sie den fünften Platz bei den Europameisterschaften, 2008 wurde sie Siebte. Bei den Olympischen Spielen 2008 in Peking schied sie gleich im ersten Kampf gegen Ylenia Scapin aus. 2009 gewann sie nach einer Niederlage gegen die Französin Lucie Décosse und Siegen gegen die Italienerin Erica Barbieri und die Spanierin Cecilia Blanco Bronze bei den Europameisterschaften.
2010 wechselte Catherine Jacques ins Halbschwergewicht. Bei den Weltmeisterschaften 2010 schied sie im Achtelfinale gegen die Französin Céline Lebrun aus. Nach ihrer Erstrundenniederlage gegen die Russin Wera Moskaljuk bei den Weltmeisterschaften 2011 in Paris beendete Catherine Jacques ihre internationale Karriere.